# إحسان يارشاطر
إحسان يارشاطر (بالفارسية: احسان يارشاطر)‏ (3 أبريل 1920 - 2 سبتمبر 2018) هو مؤرخ إيراني ولُغوي مُتخصص في الدراسات الإيرانية.

## روابط خارجية
- إحسان يارشاطر على موقع IMDb (الإنجليزية)